# Frühstück mit Scot
Frühstück mit Scot (Originaltitel: Breakfast with Scot) ist eine kanadische Filmkomödie der Regisseurin Laurie Lynd aus dem Jahr 2007. Der Film basiert auf einem Roman von Michael Downing (Tufts University). 

## Handlung
Eric, ein Ex-Eishockeyspieler der Toronto Maple Leafs und jetziger Sportjournalist, lebt zusammen mit seinem Gatten Sam, einem Anwalt für Sportrechte. Beide leben routiniert am Stadtrand und versuchen, so gut wie es nur geht, ihre Homosexualität zu verbergen. Dies änderte sich schlagartig, an jenem Tag, an dem sie den 11-jährigen Waisenjungen Scot bei sich aufnehmen, der vor kurzem seine Mutter durch eine Überdosis verloren hat und sich alles andere als unauffällig zeigt. Für Eric und Sam ist es schwierig, mit der auffälligen, femininen und bunten Welt von Scot mitzuhalten, der lieber Musicals und ausgefallene Kleider mag, als sich für typische Jungen-Sachen zu interessieren.
Eric redet später mit Sam über das Verhalten von Scot. Er äußert den Verdacht, dass Scot schwul sein könnte.
Scot blamiert sich gleich am ersten Tag an seiner neuen Schule, als er beim Vorlesen einer Geschichte zu weinen beginnt. Doch er findet neue Freunde, als Eric ihn von der Schule abholt. Durch ein kleines Geschenk von Erics Arbeitskollegin wird er wieder fröhlich und seine Demütigung ist wieder vergessen.
Ende Oktober sind die Kinder in der Schule und haben sich für Halloween verkleidet. Scot verkleidet sich als Vogelscheuche. Allerdings schminkt er sich nicht typischerweise wie eine Vogelscheuche, sondern elegant mit Lippenstift und Mascara. Mit der Aussage, dass er „aber eine schöne Vogelscheuche“ ist. Eric sieht als einzigen Ausweg sämtlichen Schmuck und Kosmetika von Scot wegzupacken.
Eric kann Scot für Eishockey interessieren und meldet ihn bei einem Eishockeyverein an. Der Coach erkennt Eric den Eishockeyprofi und setzt ihn als Co-Trainer ein, der seinem Adoptivsohn und den anderen Kids Eishockey beibringt. Einige seiner Klassenkameraden sind ebenfalls in der Mannschaft, wodurch Scot Respekt erntet, von Freunden und seinem Pflegevater. Als er zu Beginn eines Spiels auf seinen Freund losgeht, ist Eric geschockt und muss Sam bremsen.
Zu Weihnachten taucht der Nichtsnutz Billy auf, Sams Bruder und der Ex-Freund von Scots Mutter, dem diese das Sorgerecht für Scot übertragen hat, obwohl er nicht sein Vater ist, und will ihn nach Brasilien holen. Doch Billy hat nicht wirklich Interesse daran, wie es um Scot steht. Zum Abschied veranstalten Eric und Sam eine Weihnachts-Abschieds-Party für Scot. Gegenüber den Freunden, die er verletzt hat, entschuldigt er sich.
Billy hat als Überraschung für Scot eine neue Freundin mitgebracht, die unter anderem als neue Mutter für Scot dienen soll. Scot ist erst einmal verängstigt, als er die Frau sieht, und kommt auf das Thema zurück, dass Billy nicht drauf geachtet hat, wie sehr sich Scot verändert hat, etwas, was nur Eric aufgefallen ist. Scot ist klar, dass er nicht mit nach Brasilien gehen möchte, und mit Hilfe von Billys Freundin kann dieser davon überzeugt werden, dass Scot bei Eric und Sam bleibt.

## Hintergrund
- Der Film Frühstück mit Scot gewann auf den Lesbisch Schwule Filmtage in Hamburg und den Team-Award der Directors Guild of Canada als bester internationaler Spielfilm.
- Der kanadische Darsteller Tom Cavanagh ist selbst der Hauptdarsteller in der Sitcom Ed – Der Bowling-Anwalt und spielte in einigen Episoden der bekannten Sitcom Scrubs – Die Anfänger den Bruder von der Hauptfigur J.D.